# Ivermectina
Ivermectina é um fármaco usado no tratamento de vários tipos de infestações por parasitas. Entre elas estão a infestação por piolhos, sarna, oncocercose, estrongiloidíase, tricuríase, ascaridíase e filaríase linfática. Em infestações externas, pode ser administrada por via oral ou aplicada na pele. O contacto com os olhos deve ser evitado.
Os efeitos secundários mais comuns são olhos vermelhos, pele seca e sensação de queimadura. Não é claro se a sua administração é segura durante a gravidez, embora seja provavelmente aceitável o seu uso durante a amamentação. A ivermectina pertence a uma classe de medicamentos denominada avermectinas. O mecanismo de ação consiste em fazer aumentar a permeabilidade da membrana celular do parasita, o que resulta na sua paralisia e morte.
A ivermectina foi descoberta em 1975 e introduzida no mercado em 1981. Faz parte da lista de medicamentos essenciais da Organização Mundial de Saúde, uma lista com os medicamentos mais seguros e eficazes fundamentais num sistema de saúde, se administrado de acordo com as doses autorizadas. Em doses mais altas ou em tratamento por período longo, há risco de danos renais e hepáticos, hepatite medicamentosa, coma, convulsão e até morte. Em outros animais é usada na prevenção e tratamento de dirofilariose e outras doenças.

## Investigação

### Covid-19
Um estudo in vitro liderado pela Monash University, em Melbourne, Austrália, concluiu que a dose para a qual a ivermectina possui atividade antiviral contra o vírus causador da COVID-19 (SARS-CoV-2) é dezessete vezes maior que a dose letal.
Uma pré-impressão publicada em 10 de junho de 2020 relatou um estudo observacional retrospectivo, não-randomizado e sem duplo-cego de pacientes COVID-19 em quatro hospitais da Flórida e encontrou uma mortalidade menor naqueles que receberam ivermectina, mas ressaltaram que seus resultados necessitam de testes randomizados controlados para avaliação da validade de seus achados. Em 2021, um estudo piloto, randomizado, e com duplo-cego de pacientes com COVID-19 realizado em um hospital da Espanha encontrou redução na tosse e redução auto-reportada na perda de olfato e paladar, além de cargas virais reduzidas tal qual relatado em estudos na Índia e Argentina, porém conclui afirmando a necessidade de confirmação de seus resultados através da realização de estudos mais amplos, e de que a medicação não reduziu a febre nem o quadro inflamatório da doença, havendo pouca evidência que apoie o uso clínico da ivermectina no tratamento de COVID-19.
Em 4 de fevereiro de 2021, a Merck Sharp & Dohme, que desenvolveu o medicamento, anunciou em seu website que não havia comprovação da eficácia do produto no tratamento da covid e demonstrou preocupação com seu uso. O texto dizia: 
- Não há base científica em estudos pré-clínicos que indiquem um efeito terapêutico potencial contra covid-19;
- Não há evidência significativa de atividade clínica ou eficácia clínica em pacientes com covid-19;
- Há uma preocupante falta de dados de segurança na maioria dos estudos conduzidos para detectar se a ivermectina tem efeito contra a covid-19.

A Organização Mundial da Saúde acrescentou, em março de 2021, às suas diretrizes sobre tratamento da COVID-19 a recomendação de não utilizar a ivermectina, independentemente da gravidade ou da duração dos sintomas da doença. No mesmo mês, a Agência Europeia de Medicamentos desaconselhou o uso de ivermectina para o tratamento da COVID-19. O uso do medicamento nas concentrações em que ele supostamente faria efeitos é muito superior às doses autorizadas, podendo gerar efeitos colaterais e toxicidade para o organismo. A Agência de Alimentos e Medicamentos estadunidense (FDA) também desaconselhou o uso do medicamento por risco de uma série de efeitos colaterais que incluem convulsão, coma e morte. A Associação Médica Brasileira também recomendou que a utilização de ivermectina e outros medicamentos sem eficácia comprovada para o tratamento da COVID-19 deveriam ser banidos em virtude do risco que apresentam para os pacientes. Além disso, a prescrição de ivermectina para combater essa doença pode configurar infração do Código de Ética Médica.
A ANVISA e o Conselho Federal de Farmácia alertaram que seu uso não é recomendado devido à falta de estudos conclusivos para o tratamento da doença causada pelo coronavírus, uma vez que os testes foram realizados apenas in vitro, ou seja, em ambiente controlado e não in vivo, isto é, em um organismo como o corpo humano, sujeito, portanto, a uma enorme série de variáveis bioquímicas.
No caso de pacientes que necessitam de intubação, a ivermectina causa problemas no despertar da sedação, uma vez que penetra e deprime ainda mais o cérebro já inflamado pelo coronavírus. Além disso, a substância tem potencial de causar lesão renal, o que dificulta pacientes contaminados por COVID-19, já que a doença também pode comprometer os rins.
Médicos de hospitais em São Paulo e Campinas mostraram que o uso indiscriminado de ivermectina provocou danos no fígado em pacientes, como fibroses hepatite medicamentosa, chegando a gerar a necessidade de transplante do órgão. A substância causou lesões irreversíveis nos dutos biliares, impedindo a bile ser eliminada e provocando infecções. Além disso, as lesões provocadas por esse medicamento no fígado deixam o órgão mais vulnerável aos efeitos do coronavírus.
Em julho de 2021, a Cochrane (grupo de revisão sistemática) concluiu: "A evidência confiável disponível não apoia o uso de ivermectina para tratamento ou prevenção de COVID-19 fora de ensaios clínicos randomizados bem planejados."